# XXVI koncert fortepianowy (KV 537)
XXVI Koncert fortepianowy D-dur (KV 537) skomponowany przez W.A. Mozarta - ukończony 24 lutego 1788 w Wiedniu. Prapremiera odbyła się 14 kwietnia 1789.

## Struktura
Koncert ma klasyczną budowę trzyczęściową:
1. Allegro (4/4, D-dur)
2. (Larghetto) (2/2, A-dur)
3. (Allegretto) (2/4, D-dur)

## Przydomek
Koncert ten powszechnie nazywany jest "koronacyjnym". Tytuł ów wywodzi się stąd, iż wykonywany był podczas uroczystości koronacyjnych cesarza Leopolda II w październiku 1790 we Frankfurcie nad Menem. Podczas tych uroczystości wykonywany był również XIX koncert fortepianowy (KV 459).